# Frank Samuelsen und George Harbo

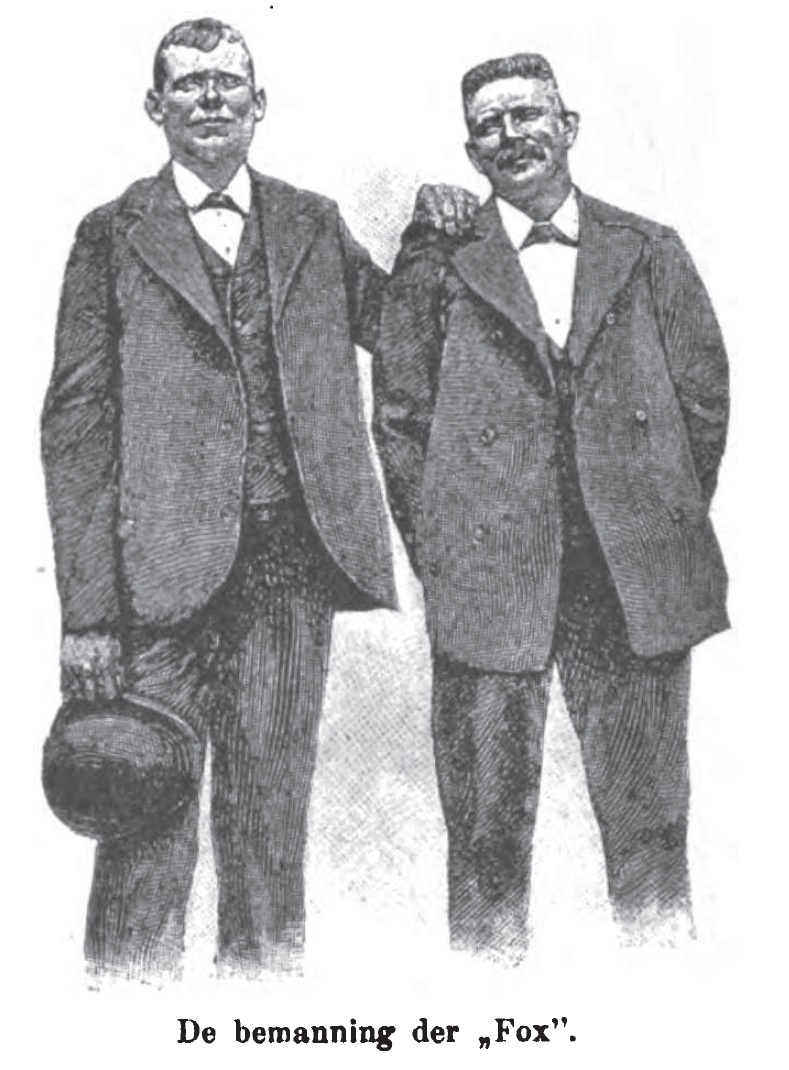
Frank Samuelson und George Harbo

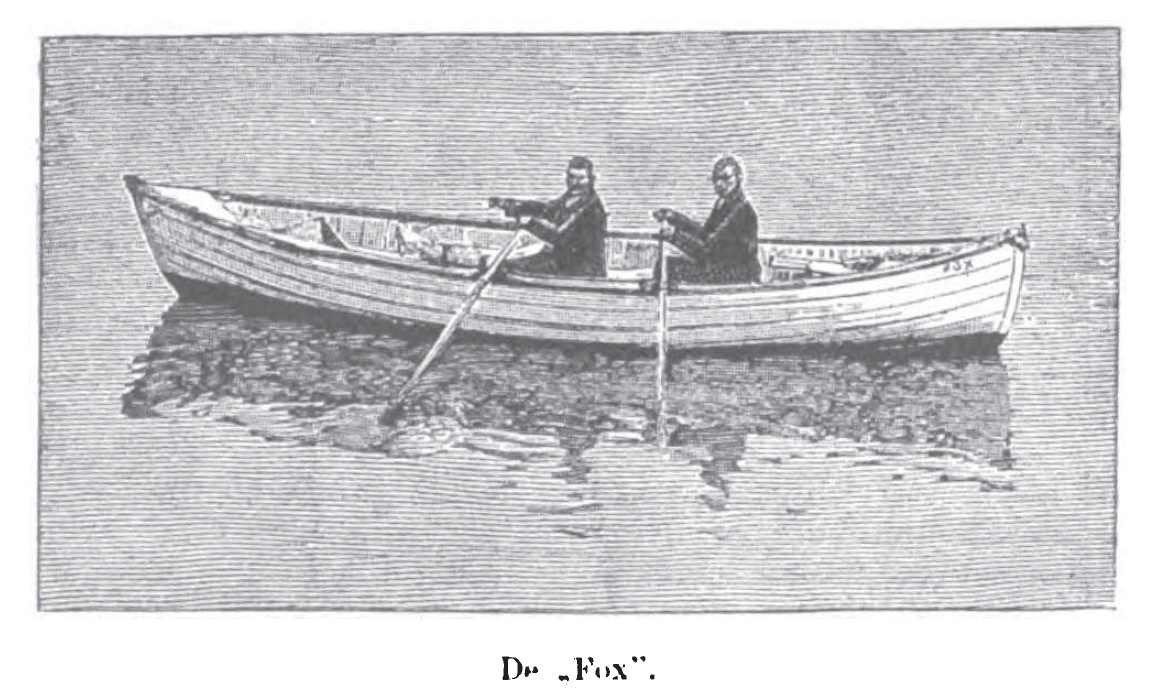
Frank Samuelson und George Harbo in ihrem Boot Fox.

Frank Samuelsen, geboren als Gabriel Samuelsen, (1870–1946) und George Harbo, geboren als Gottleb Harbo Ragnhildrød, (1864–1909) waren zwei Amerikaner norwegischer Abstammung, die im Jahre 1896 als erste Menschen den Atlantik mit einem Ruderboot überquerten. Das Boot, mit dem die beiden Freunde den Atlantik überquerten, tauften sie Fox, nach dem Herausgeber der Zeitung The National Police Gazette, welcher beiden eine Belohnung von 10.000 US-Dollar bei erfolgreicher Überquerung des Atlantik versprach.
Beide Freunde starteten am 6. Juni 1896 in New York und kamen nach nur 55 Tagen auf den Scilly-Inseln an. Angetrieben von Westwind, Wellen als auch dem Golfstrom legten sie die Strecke von rund 3.000 Seemeilen in Rekordzeit hin, welche bis heute im Zweierruder nicht übertroffen wurde. Ihre Zeit wurde erst 2010 – 114 Jahre später – durch einen Viererruder gebrochen. Unterwegs auf der vielbefahrenen Nordatlantikroute trafen sie mehrmals auf vorbeifahrende Schiffe und nahmen auch einmal Proviant auf. Von den Scilly-Inseln setzten sie ihre Fahrt zu ihrem eigentlichen Ziel Le Havre fort, wobei sie die letzte Strecke über den Ärmelkanal von einem Schiff gezogen wurden und kamen am 62. Tag nach der Abfahrt von New York in Le Havre an.

## Zeitungsartikel
- New York World, 13 Feb 1896, p16.
- New York Herald, 6 Jun 1896, p7.
- New York Herald, 21 Mar 1897, p2.
- National Police Gazette, 22 Aug 1896, p.
- National Police Gazette, 12 Sep 1896, p.
- New York World, 2 Aug 1896, p10.